# William Nygaard
William Nygaard (Oslo, 16 marzo 1943) è un editore norvegese.

## Biografia
Laureato in Economia, dal 1974 al 2010 è stato al timone di Aschehoug, la seconda casa editrice norvegese, seguendo così le orme del padre Mads Wiel Nygaard e del nonno William Martin Nygaard.
William Nygaard è stato per alcuni anni presidente della Norwegian Publishers Association.
Nel 1989 ha fatto pubblicare l'edizione norvegese del controverso romanzo di Salman Rushdie, I versi satanici, per la qual cosa è stato raggiunto da una fatwā iraniana. La mattina dell'11 ottobre 1993, Nygaard è rimasto ferito da tre colpi di arma da fuoco sparati nei pressi della sua abitazione, a Dagaliveien: trasportato in gravi condizioni in ospedale, si è ripreso dopo un lungo ricovero e pesanti cure. All'inizio di ottobre del 2018, quasi un quarto di secolo dopo il tentato omicidio, sono state poste accuse contro i presunti colpevoli. I nomi e le nazionalità non sono stati divulgati; si ritiene comunque che siano persone legate al regime degli ayatollah.
Membro del consiglio di amministrazione della divisione norvegese dell'International PEN, Nygaard è sempre stato un convinto difensore della libertà di parola. Nel 1994 ha ricevuto il Fritt Ord Award.  Ha fatto parte del consiglio di amministrazione del Museo nazionale norvegese di arte, architettura e design, e nel 2010 è stato eletto presidente della Norwegian Broadcasting Corporation. È socio dell'Accademia norvegese per la lingua e la letteratura.
Ha due figli, uno dei quali, Mads Nygaard, gli è succeduto nel 2010 alla guida di Aschehoug.